# Ruisseau de Sézy
Le Ruisseau de Sézy est une rivière du sud de la France sous-affluent du Tarn et de la Garonne.

## Géographie
De 10,6 km de longueur, il prend sa source sur la commune de Lavaur dans le Tarn sous le nom de Ruisseau de Cardilhac puis prend le nom de Ruisseau de Prat Vayssière et se jette dans l'Agout en rive gauche sur la commune de Saint-Jean-de-Rives en face de Giroussens.

## Départements et villes traversées
- Tarn : Saint-Agnan, Lavaur, Saint-Jean-de-Rives Giroussens, Saint-Lieux-lès-Lavaur, Lugan, Garrigues.

## Principaux affluents
- Ruisseau de Prat Cayre, 2,8 km
- Ruisseau de Revel, 1,5 km
- Ruisseau de Bouteboubal, 1,3 km